# Marknaden i Sorotjinsk

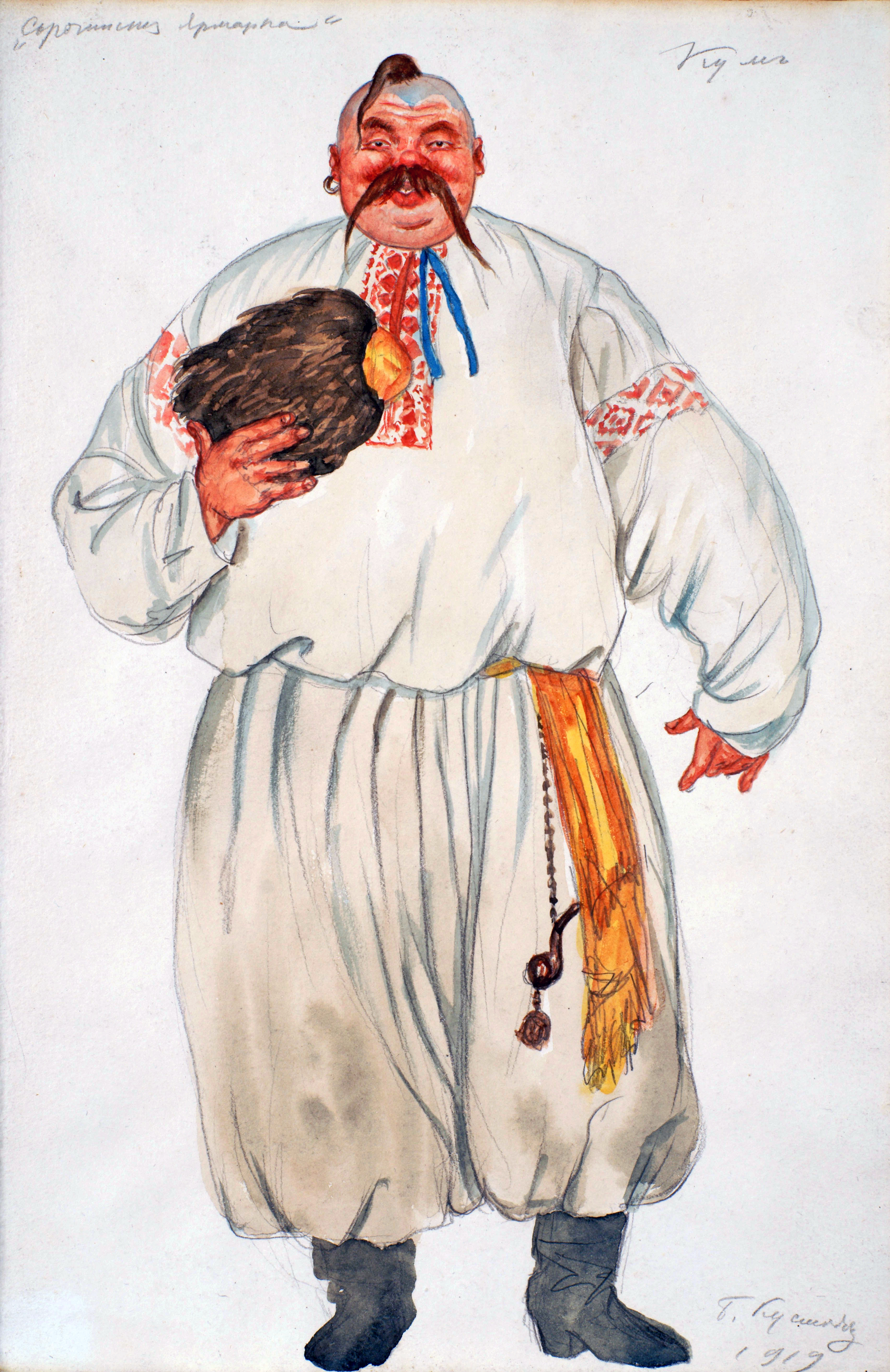
Kostymskiss till Kum, 1919.

Marknaden i Sorotjinsk (Ryska: Сорочинская ярмарка, Sorotjinskaja jarmaka) är en komisk opera med i tre akter med musik och libretto av Modest Musorgskij. Texten bygger på Nikolaj Gogols novell med samma namn (1812).

## Historia
Efter arbetet med den stora och allvarliga operan Chovansjtjina ville Musorgskij ha en kontrast och valde att komponera Marknaden i Sorotjinsk. Ett annat skäl var att han ville ge sin vän, bassångaren Osip Petrov, en bra och komisk roll. Musorgskij arbetade på operan i fem år men hann ändå inte fullborda den. Efter hans död var det flera kompositörer som tog sig an skisserna. Vännerna såg till att en användbar version sammanställdes och uppfördes vid en privat tillställning med pianoackompanjemang på Komediteatern i Sankt Petersburg den 30 december 1911.
Två år senare hade Anatolij Ljadov en bearbetning klar som gavs i Moskva den 8 oktober 1913. 1917 tog den då 80-årige César Cui hand om sin ungdomsväns verk som sattes upp i det dåvarande Petrograd den 13 oktober, och 1923 hade Nikolaj Tjerepnins bearbetning premiär i Monte Carlo. Den ryske musikforskaren Pavel Lamms slutliga version 1933 kom att innehålla det mesta av Musorgskijs kvarlämnade material med de återstående skisserna nu orkestrerade och instrumenterade efter tonsättarens instruktioner.
Svensk premiär den 19 november 1938 på Kungliga Operan i Stockholm.

## Personer
- Tjerevik (bas)
- Chivrija, hans hustru (mezzosopran)
- Parasja, Tjereviks dotter (sopran)
- Kum (basbaryton)
- Gritsko, bondson (tenor)
- Affanasi Ivanovitj, en prästson (tenor)
- Zigenaren (bas)

## Handling

### Akt I
Bonden Tjerevik har farit till marknaden i Sorotjinsk med sin dotter Parasja. Unge Gritsko förälskar sig på fläcken i henne och det har Tjerevik inget emot eftersom han är god vän med Gritskos far, men då hans hustru Chivrija hittar sin make och den blivande svärsonen på ett värdshus där de firar förlovningen vägrar hon ge sitt samtycke. Den olycklige Gritsko ber zigenarna om hjälp, och de ställer upp mot att de får köpa hans oxar billigt.

### Akt II
Efter hemkomsten från marknaden sover Tjerevik ruset av sig och blir utkörd ur huset av sin hustru, som väntar på sin älskare, den unge prästsonen Affanasi. De har nätt och jämnt börjar äta förrän Tjerevik kommer hem med sina dryckeskumpaner och slår sig ned i storstugan sedan Chivrija i all hast har gömt Affanasi. Männen säger att djävulen är i byn i ett vildsvins gestalt, och i detsamma ser de ett svinhuvud utanför fönstret. Affanasi blir förskräckt och vill gömma sig under Chivrijas kjolar och därmed är hennes otrohet avslöjad och Tjerevik får övertaget.

### Akt III
Chivrija protesterar fortfarande men måste finna sig i att bröllopet mellan Gritsko och Parasja kommer till stånd.